# Elisha Levy
Elisha Levy (in ebraico אלישע לוי‎?; Gerusalemme, 18 novembre 1957) è un allenatore di calcio ed ex calciatore israeliano, di ruolo centrocampista.

## Palmarès

### Allenatore

#### Competizioni nazionali
- Campionato israeliano: 2

Maccabi Haifa: 2008-2009, 2010-2011